# Necchi
Necchi est le plus important constructeur de machines à coudre d'Italie en 2011.

## Historique

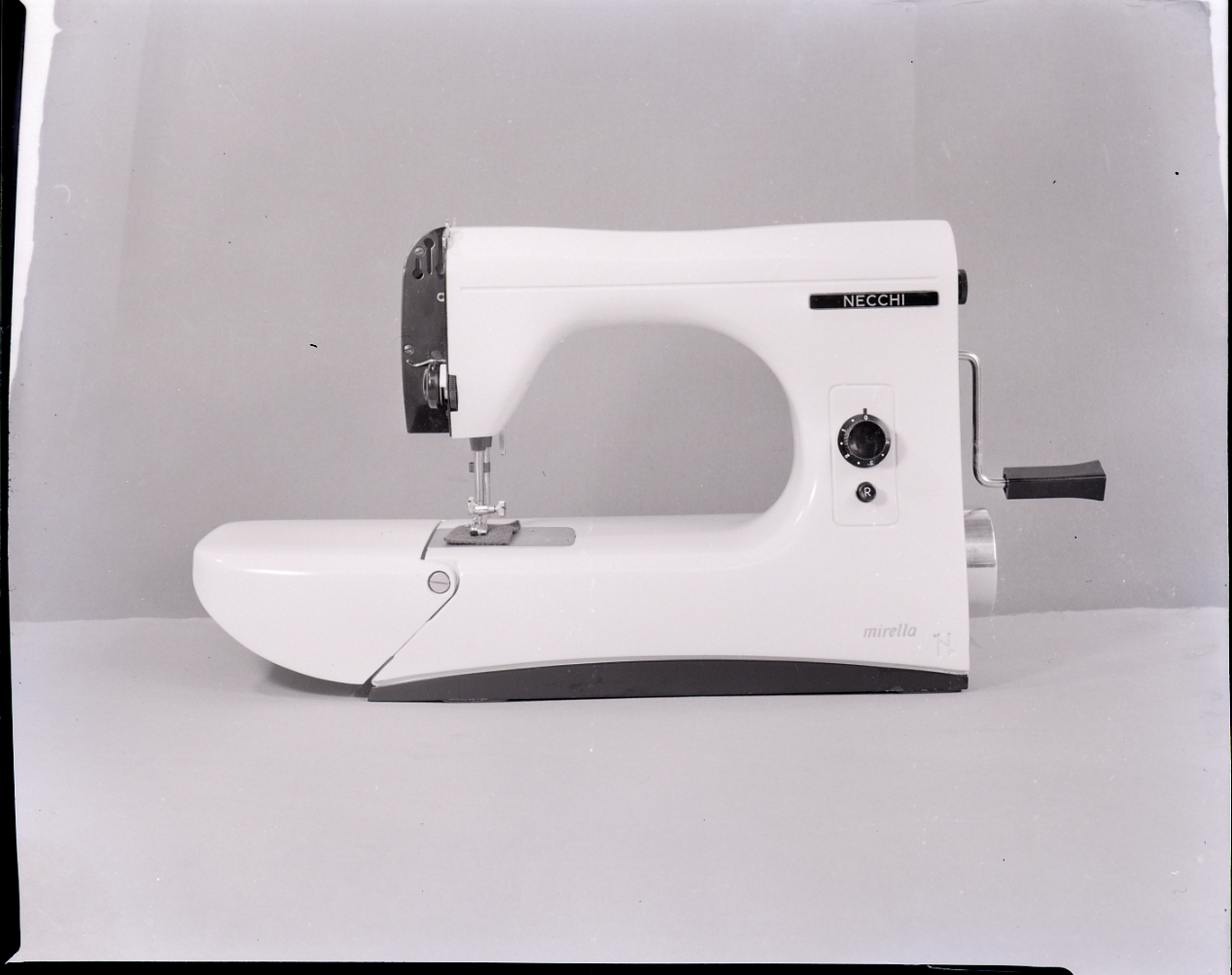
Machine à coudre Mirella conçu par Marcello Nizzoli à V. Necchi Spa. Photo par Paolo Monti, 1960.

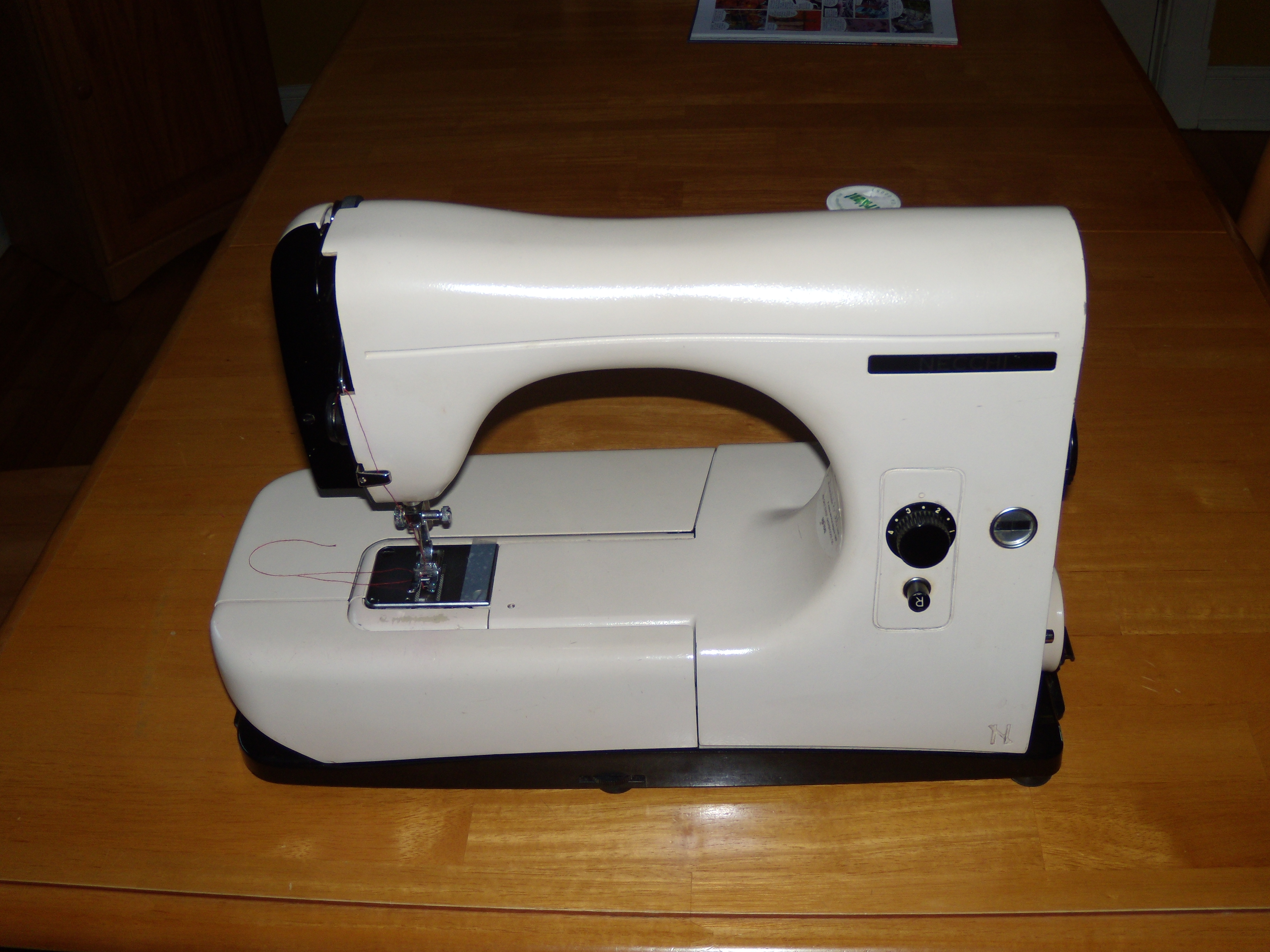
Vue frontale d'une machine à coudre Necchi 544.

La société a été fondée en 1926 par Vittorio Necchi, héritier d'une famille d'industriels métallurgistes.
L'entreprise a pris très rapidement une grande ampleur et ses produits étaient très recherchés. Elle a occupé une position longtemps dominante sur le marché italien. Au lendemain de la seconde guerre mondiale, la société a accru sa présence sur les marchés du monde entier et est devenue la société la plus moderne au monde dans son secteur. 
Depuis, l'entreprise s'est diversifiée et fabrique également des compresseurs pour réfrigérateurs et des composants pour les gros calculateurs électroniques.

## Le groupe Necchi
En 2011, le groupe Necchi comprend quatre secteurs d'activité :
Machines à coudre Necchi : métier de base de l'entreprise couvrant le secteur professionnel et des particuliers sous les marques Necchi, Millepunti et Vigorelli, et les machines à broder industrielles.

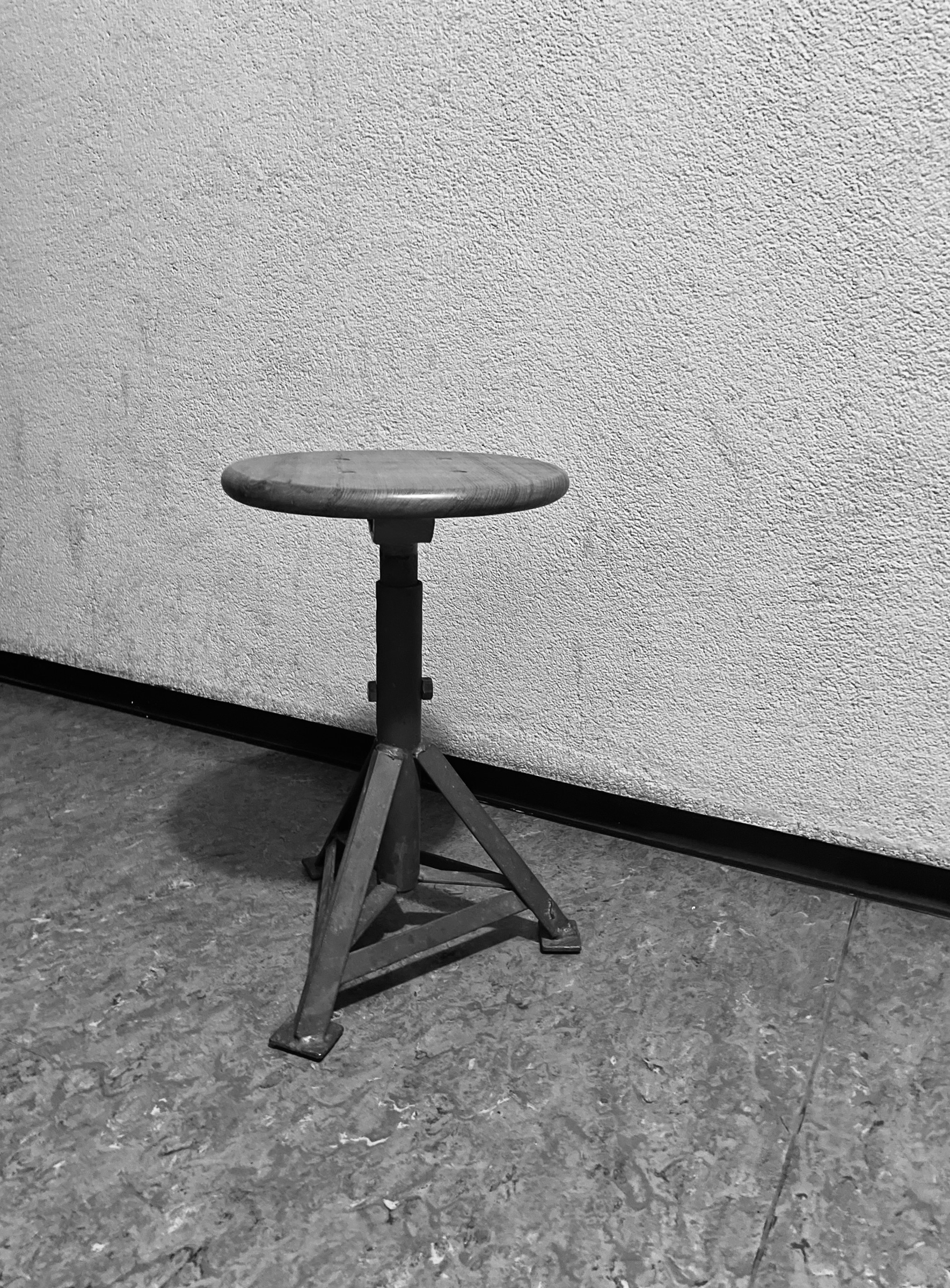
Tabouret de machine à coudre NECCHI, 1967 - Prato, Italie

Necchi Garden : division spécialisée dans les outils électriques de jardinage.
Necchi Home : division spécialisée dans l'aspiration avec des produits allant de l'aspirateur traditionnel jusqu'au système d'aspiration centralisé en passant par l'aspirateur sans sac.
Necchi Elettromedicali : division spécialisée dans le domaine médical avec la production de thermomètres digitaux et à infrarouge, capteurs de tension, les humidificateurs, les aérosols et les balances de très haute précision.